# Workrave

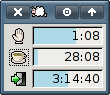
La ventana principal muestra el tiempo restante hasta que se sugiere una pausa.

Workrave es una aplicación informática libre destinada a impedir que los usuarios de computadoras desarrollen o agraven enfermedades profesionales, tales como el síndrome del túnel carpiano, las lesiones por esfuerzo repetitivo, o la miopía.
El software bloquea periódicamente la pantalla, mientras que un personaje animado, "Miss Workrave", guía al usuario a través de diversos ejercicios de estiramiento, cambio de foco visual, etc. y le insta a tomar un descanso para tomar café.
El programa es multiplataforma, y depende de la GTK+ y la gráfica Widget Toolkit, y también de otros GNOME en GNU/Linux, siendo 1.10.1 la última versión desarrollada.